# Lilbi (Lääne-Saare)
Lilbi – wieś w Estonii, w prowincji Saare, w gminie Kaarma. Pod koniec 2004 roku wieś zamieszkiwało 26 osób.